# نصف‌النهار مبدأ (گرینویچ)
نِصفُالنَّهار مَبدأ گرینویچ یا نیمروزان گرینویچ به آن نصف‌النهار (خط طولی زمین) گفته می‌شود که از رصدخانهٔ سلطنتی گرینویچ لندن در انگلستان گذر می‌کند.
طول جغرافیایی نصف‌النهار مبدأ به عنوان طول جغرافیایی صفر تعریف شده است. این خط فرضی که شرق و غرب را از هم جدا می‌کند، به عنوان نقطهٔ مبدأ در جهت‌یابی بر روی کرهٔ زمین به‌شمار می‌رود و پایه‌ای برای اندازه‌گیری زمان محسوب می‌شود و تمام مناطق زمانی بر اساس نقطهٔ صفر طول جغرافیایی بنیان گذاشته شده‌اند.
این نصف‌النهار از قطب شمال آغاز و با عبور از کشورهای زیر به قطب جنوب پایان می‌یابد:
- بریتانیا
- فرانسه
- اسپانیا
- الجزایر
- مالی
- بورکینافاسو
- توگو
- غنا
- سرزمین شهبانو ماود در جنوبگان

## علت قرارگیری به عنوان مبدأ
تا پیش از سال ۱۸۸۴ آشفتگی زیادی در ساعت مورد استفاده در سطح جهان وجود داشت و هر کشوری پایتخت خود را مبدأ قرار داده و آن را ملاک اندازه‌گیری زمان می‌دانست. این موضوع باعث می‌شد که ساعت‌های دو کشتی که در اقیانوس در کنار هم قرار داشتند زمان‌های متفاوتی را نشان دهند؛ بنابراین در نشست بین‌المللی نصف‌النهار بین ۱۳ تا ۲۲ اکتبر سال ۱۸۸۴، تصمیم گرفته شد که نصف النهار کشوری که دارای امکانات و تجهیزات و منابع علمی بیشتری نسبت به دیگر کشورها داشته باشد به عنوان نصف النهار مبدأ انتخاب شود. بر این اساس، مشخص شد که بریتانیا از دیگر کشورها پیشروتر است و گرینویچ به عنوان نصف النهار مبدأ انتخاب شد.
هیچگونه دلیل جغرافیایی در انتخاب نصف النهار گرینویچ برای مبدأ وجود ندارد. اروپایی‌ها تا اواخر قرن هفده نصف‌النهار خالدات را به عنوان آغاز نیمروزی می‌شناختند ولی بعد نصف‌النهار پاریس مبدأ شناخته شد و سرانجام در سال ۱۹۱۲ نصف‌النهار گرینویچ که از لندن می‌گذرد نصف‌النهار مبدأ انتخاب گردید. ایرانی‌ها در سال ۱۷۶۸ با توجه به موقعیت سیستان که چون زمانی آفتاب در نصف النهار آن قرار می‌گرفت همه مناطق را روشن می‌ساخت آن را آغاز نیمروزی می‌دانستند و سیستان را نیمروز می‌شناختند.

## انحراف
در اوت ۲۰۱۵ دانشمندان اعلام کردند که در تعیین نصف‌النهار مبدأ واقع در گرینویچ لندن اشتباه صورت گرفته است. جی‌پی‌اس‌ها مشخص کرده‌اند که این محور ۱۰۲ متر به طرف شرق متمایل است و بر روی نقطهٔ صفر قرار ندارد. آژانس ملی اطلاعات مکانی دلیل این اشتباه را تأثیر توده‌های درون هسته زمین بر روی روش‌های اندازه‌گیری قدیمی معرفی کرد. در قرن نوزدهم طول جغرافیایی از روی موقعیت ستارگان و با بهره‌گیری از جیوه مشخص شده بود ولی توده سنگ‌های سنگین در هسته زمین جیوه را جذب و از خط افقی منحرف می‌کرده‌اند.